# Radhapur
Radhapur (nepalski: राधापुर) – gaun wikas samiti w zachodniej części Nepalu w strefie Bheri w dystrykcie Banke. Według nepalskiego spisu powszechnego z 2001 roku liczył on 608 gospodarstw domowych i 3323 mieszkańców (1778 kobiet i 1545 mężczyzn).